# 영덕 인양리 용암종택
영덕 인양리 용암종택(盈德 仁良里 龍巖宗宅)은 대한민국 경상북도 영덕군 창수면 인량리에 있는 건축물이다. 1985년 10월 15일 경상북도의 민속문화재 제61호로 지정되었다.

## 개요
용암 김익중(1678∼1740) 선생의 옛 집으로 영조 4년(1728)에 지었다고 전한다. 원래는 대문간과 몸채 사이 사랑마당 좌우에 부속채가 있었다고 하는데, 현재는 몸채와 대문간만 남아있는 상태다.
막돌로 쌓은 기단 위에 세운 몸채는 안방 위쪽에 창고방을 두고 접하여 대청쪽으로 곳간 1칸을 돌출시킨 것이 특색이다. 곳간의 뒷부분에는 널판을 달아 다락을 다시 꾸몄다.

## 참고 자료
- 영덕 인양리 용암종택 - 국가유산청 국가유산포털